# Arieu
Arieu (fl. 401-394 a.C.) foi um general persa que lutou ao lado de Ciro, o Jovem, na Batalha de Cunaxa e mais tarde se envolveu no assassinato de Tissafernes.
Arieu aparece em registros históricos em 401 a.C., na descrição de Xenofonte dos eventos que antecederam a Batalha de Cunaxa. Xenofonte notou que ele era amigo de Ciro e dizia-se que gostava de meninos, motivo pelo qual ele era íntimo do jovem general da Tessália Mênon.
Na Batalha de Cunaxa, ele foi o segundo em comando de Ciro e comandou a esquerda. Segundo Ctésias, ele estava ao lado de Ciro quando este conseguiu ferir Artaxerxes, mas isso é improvável. Isso o colocaria à direita, ao lado de Ciro, e Xenofonte e Diodoro concordam que ele estava à esquerda, o que estaria a alguma distância.
Assim que Arieu descobriu que Ciro foi morto em batalha, ele se retirou com as tropas persas sobreviventes. Após a batalha, ele se ofereceu para esperar e voltar com os soldados gregos sobreviventes. Clearco, falando em nome dos soldados gregos, que se consideravam os vencedores na batalha, enviou-lhe uma mensagem para lhe oferecer o trono da Pérsia, mas ele recusou. Os gregos então se encontraram com Arieu e suas tropas persas e ambos concordaram em não se trair, e Arieu prometeu levá-los para fora da Pérsia.
Posteriormente, Tissafernes, prometendo a Artaxerxes que ele destruiria completamente as tropas gregas, convenceu o rei a aceitar um acordo com Arieu, se este ajudaria a trair os gregos. Tissafernes encontrou-se com Arieu e o convenceu a se juntar a ele, e Tissafernes e Arieu levaram os gregos a acreditar que eles e Artaxerxes estavam dispostos a fazer as pazes com eles e levá-los à segurança. Clearco, Menão e três outros generais (Ágis de Arcádia, Sócrates de Acaia e Próxeno de Beócia), juntamente com vinte oficiais e cerca de duzentos soldados, mais tarde encontraram-se com Tissafernes em termos aparentemente cordiais.
A um dado sinal, os oficiais e o maior número possível de soldados foram mortos e todos os generais foram capturados. Eles foram levados para Artaxerxes e mortos. Alguns dos soldados sobreviventes encontraram o caminho para o acampamento grego e, em resposta às notícias, os gregos restantes começaram a se preparar para atacar os persas. Arieu foi enviado imediatamente para acalmar os gregos. Arieu disse aos gregos que apenas Clearco foi morto, por motivo de traição, e tentou convencê-los a depor as armas, o que os gregos relutavam em fazer. Os gregos sobreviventes finalmente decidiram deixar o campo e sair da Pérsia e retornar à Grécia. Arieu se juntou a Tissafernes em uma busca malsucedida dos gregos.
Há um registro de Arieu datado de 395 a.C., quando ele estava envolvido no assassinato de Tissafernes. Diodoro se refere a ele como um sátrapa, o que provavelmente é um erro, já que ele parecia estar se reportando a Tissafernes, que era o sátrapa de Sárdis na época. Artaxerxes ficou irritado com a incompetência de Tissafernes em suas batalhas com os gregos, talvez até suspeitando de traição e ordenou que seu vizir Titraustes o matasse. Arieu recebeu ordem de ajudar. Então, Arieu convidou Tissafernes para visitá-lo em sua residência em Colossas, na Frígia, para discutir assuntos importantes. Tissafernes não era suspeito, deixando para trás o guarda-costas. Quando ele chegou, deixou a espada de lado e foi ao banho. Os homens de Arieu o prenderam lá e o enviaram a Titraustes por transporte coberto, onde ele foi decapitado logo depois.
Titraustes recebeu o antigo sátrapa de Sárdis, Tissafernes, e, quando Titraustes saiu para visitar Artaxerxes no final do verão de 395 a.C., deixou Arieu e Passifernes como generais encarregados de Sárdis. No inverno de 395-394 a.C., Arieu foi visitado por Espitridates, que pode estar tentando interessá-lo em se juntar à rebelião contra o rei. Xenofonte diz que Spitridates confiava em Arieu porque ele já havia se revoltado contra o rei, o que poderia ter sido uma referência ao envolvimento de Arieu na rebelião de Ciro, o Jovem, contra Artaxerxes em 401 a.C. ou talvez tenha sugerido que Arieu estava novamente em rebelião aberta.

### Primárias
- Diodoro Sículo, Biblioteca Histórica XIV.26.1-5 e XIV.80.6-8
- Hellenica Oxyrhynchia 19(22).3
- Plutarco Vida de Artaxerxes
- Polyaenus, Estratagemas de Guerra VIII, 16
- Xenofonte, Anábase I.8-II.6 e III.5; Helênicas IV.1.27

### Secundárias
- Bassett, Sherylee R. "Innocent Victims or Perjurers Betrayed? The Arrest of the Generals in Xenophon's 'Anábase,'" The Classical Quarterly, New Series, 52: 2 (2002) pp 447–461
- Bigwood, J. M. "The Ancient Accounts of the Battle of Cunaxa," The American Journal of Philology, Vol. 104, No. 4 (Inverno, 1983), pp. 340–357
- Brown, Truesdell S. "Menon of Thessaly" Historia: Zeitschrift für Alte Geschichte, 35:4 (1986) pp 387–404
- Bruce, I. A. F. An Historical Commentary on the "Hellenica Oxyrhynchia," Cambridge UP, 1967, p 92
- Cambridge Ancient History, Vol 6: The Fourth Century BC, Cambridge UP, 1994, pp 71 & 78-79
- Dandamaev, M.A. A Political History of the Achaemenid Empire, Trans. W.J. Vogelsang, Brill, 1989
- Dictionary of Greek and Roman Biography and Mythology, Ed. William Smith.
- Grote, George. History of Greece, vol 9, 1856
- Peter Krentz, Xenophon: Hellenika II.3.11-IV.2.8, Warminster: Aris & Phillips, 1995, p 206
- Westlake, H. D. "Diodorus and the Expedition of Cyrus," Phoenix, Vol. 41, No. 3 (Outono, 1987), pp. 241–254